# NGC 7776
NGC 7776 is een spiraalvormig sterrenstelsel in het sterrenbeeld Waterman. Het hemelobject werd in 1886 ontdekt door de Amerikaanse astronoom Ormond Stone.

## Synoniemen
- IC 1514
- MCG -2-60-22
- PGC 72812